# 硬毛野芝麻
硬毛野芝麻（学名：Lamium barbatum var. hirsutum）为唇形科野芝麻属下的一个变种。